# Ivan Lendl
Ivan Lendl (7 tháng 3 năm 1960) là cựu tay vợt số 1 thế giới. Ban đầu ông là người Tiệp Khắc về sau Lendl trở thành công dân Mỹ. Ông là một trong những tay vợt vượt trội nhất vào thập niên 80 và duy trì đến đầu thập niên 90. Ông cũng được xem như là một trong những tay vợt xuất sắc nhất mọi thời đại.
Lendl giành được 8 giải đơn Grand Slam. Ông cũng đã 19 lần vào chung kết Grand Slam, 1 kỷ lục lúc đó cho đến khi bị phá bởi Roger Federer vào năm 2009, Rafael Nadal vào năm 2014 và Novak Djokovic vào năm 2016. Ông đã có được ít nhất 1 trận chung kết Grand Slam trong 11 năm liên tiếp, 1 kỷ lục vào được chia sẻ cùng với Pete Sampras. Trước khi có Hiệp hội quần vợt nhà nghề thế giới ATP Lendl cũng đã 12 lần vào chung kết giải Year end championship finals, 1 kỷ lục cùng chia sẻ với John McEnroe. Đoạt giải World Championship Tennis, giành 2 danh hiệu WCT Finals và 1 Grand Prix Tennis Circuit, 5 Cúp quần vợt Masters.

## Cuộc sống cá nhân
Lendl sinh ra trong 1 gia đình có truyền thống quần vợt tại Ostrava, Tiệp Khắc. Ba mẹ ông là những tay vợt xuất sắc tại Tiệp Khắc (Mẹ ông bà Olga là tay vợt số 2 tại đất nước này). Lendl bắt đầu chuyển sang thi đấu chuyên nghiệp năm 1978. Ông định cư tại Hoa Kỳ năm 1981 và sống cùng người bạn Wojtek Fibak. Năm 1984, Lendl mua một căn hộ tại Greenwich, Connecticut. Năm 1992, Ivan trở thành công dân Hoa Kỳ, ông tham dự Olympic Games năm 1988 và Cúp Davis.
16 tháng 9 năm 1989, 6 ngày sau khi thua tại trận chung kết Mỹ Mở rộng với Boris Becker, Lendl cưới Samantha Frankel, họ có năm con gái.

## Thành tích

### Grand Slam

#### Vô địch (8)
| Năm  | Giải             | Đối thủ         | Tỷ số                    |
| 1984 | Pháp Mở rộng     | John McEnroe    | 3–6, 2–6, 6–4, 7–5, 7–5  |
| 1985 | Mỹ Mở rộng       | John McEnroe    | 7–6(1), 6–3, 6–4         |
| 1986 | Pháp Mở rộng (2) | Mikael Pernfors | 6–3, 6–2, 6–4            |
| 1986 | Mỹ Mở rộng (2)   | Miloslav Mečíř  | 6–4, 6–2, 6–0            |
| 1987 | Pháp Mở rộng (3) | Mats Wilander   | 7–5, 6–2, 3–6, 7–6(3)    |
| 1987 | Mỹ Mở rộng (3)   | Mats Wilander   | 6–7(7), 6–0, 7–6(4), 6–4 |
| 1989 | Úc Mở rộng       | Miloslav Mečíř  | 6–2, 6–2, 6–2            |
| 1990 | Úc Mở rộng(2)    | Stefan Edberg   | 4–6, 7–6(3), 5–2 nghỉ    |

#### Á quân (11)
| Năm  | Giải         | Đối thủ       | Tỷ số                    |
| 1981 | Pháp Mở rộng | Björn Borg    | 6–1, 4–6, 6–2, 3–6, 6–1  |
| 1982 | Mỹ Mở rộng   | Jimmy Connors | 6–3, 6–2, 4–6, 6–4       |
| 1983 | Mỹ Mở rộng   | Jimmy Connors | 6–3, 6–7(2), 7–5, 6–0    |
| 1983 | Úc Mở rộng   | Mats Wilander | 6–1, 6–4, 6–4            |
| 1984 | Mỹ Mở rộng   | John McEnroe  | 6–3, 6–4, 6–1            |
| 1985 | Pháp Mở rộng | Mats Wilander | 3–6, 6–4, 6–2, 6–2       |
| 1986 | Wimbledon    | Boris Becker  | 6–4, 6–3, 7–5            |
| 1987 | Wimbledon    | Pat Cash      | 7–6(5), 6–2, 7–5         |
| 1988 | Mỹ Mở rộng   | Mats Wilander | 6–4, 4–6, 6–3, 5–7, 6–4  |
| 1989 | Mỹ Mở rộng   | Boris Becker  | 7–6(2), 1–6, 6–3, 7–6(4) |
| 1991 | Úc Mở rộng   | Boris Becker  | 1–6, 6–4, 6–4, 6–4       |

### ATP Year-End Championships

#### Vô địch (5)
- Ghi chú: Lendl vô địch 7 giải year end championship cuối năm với cả hai giải Grand Prix Tennis Circuit (5 lần) và World Championship Tennis 2 lần) trong 12 lần chung kết

| Năm  | Địa điểm | Đối thủ          | Tỷ số                         |
| 1981 | New York | Vitas Gerulaitis | 6–7(5), 2–6, 7–6(6), 6–2, 6–4 |
| 1982 | New York | John McEnroe     | 6–4, 6–4, 6–2                 |
| 1985 | New York | Boris Becker     | 6–2, 7–6(4), 6–3              |
| 1986 | New York | Boris Becker     | 6–4, 6–4, 6–4                 |
| 1987 | New York | Mats Wilander    | 6–2, 6–2, 6–3                 |

#### Á Quân (4)
| Năm  | Địa điểm | Đối thủ      | Tỷ số                         |
| 1980 | New York | Björn Borg   | 6–4, 6–2, 6–2                 |
| 1983 | New York | John McEnroe | 6–3, 6–4, 6–4                 |
| 1984 | New York | John McEnroe | 7–5, 6–0, 6–4                 |
| 1988 | New York | Boris Becker | 5–7, 7–6(5), 3–6, 6–2, 7–6(5) |